# Roko Blažević
Roko Blažević (Split, 10. ožujka 2000.) je hrvatski pjevač pop glazbe. Predstavljao je Hrvatsku na Pjesmi Eurovizije 2019. godine kao pobjednik Dore.

## Životopis
Rođen je u obitelji pjevačice Marije Saratlije-Blažević te oca, klapskog pjevača Marija Blaževića. Rokov brat Duje svira kontrabas u KUD Brodosplit, no Roko svira glasovir i orgulje, te je svirao i zajedno, u bendu, sa sinovima poznatih hrvatskih glazbenika Zlatana Stipišića Gibonnija i Tomislava Mrduljaša. Rokova bivša djevojka Andrea Aužina također je sudjelovala u istoj sezoni show-a Zvijezde 2018.

### Karijera
Svoj pjevački talent pokazao je kao jedanaestogodišnjak u natjecateljskoj emisiji Supertalent Nove TV 2011. kada je publiku zadivio pjevanjem i sviranjem na klaviru. Karijeru službeno započinje 2017. godine. U srpnju te godine osvaja srpski reality-show Pinkove zvezde, da bi u prosincu 2018. godine osvojio drugo mjesto u Zvijezdama, kada je bolja od njega bila pobjednica Ilma Karahmet. Dana 16. veljače 2019. godine, kao pobjednik "Dore 2019.", predstavljao je Hrvatsku na Pjesmi Eurovizije 2019. godine. Rokov je mentor pjevač Jacques Houdek, a menadžer Mihovil Bek.